# زمین‌لرزه ۱۹۵۲ چین
زمین‌لرزه چین  در تاریخ ۱۷ اوت ۱۹۵۲ میلادی، برابر با ‎۲۶ مرداد ۱۳۳۱، ساعت ۱۶:۰۲:۰۷ به زمان یوتی‌سی در چین رخ داد. بزرگی آن ۷٫۷ در مقیاس Mw اعلام شده‌است. زمین‌لرزه به وقت محلی در روز دوشنبه، ساعت ۰ روی داده و منطقه زمانی آن یوتی‌سی +۸ بوده‌است .
شمار کشتگان زلزله حدود ۵۴ نفر بوده‌است.تعداد زخمیان ۱۵۷ نفر برآورده شده‌است.